# Gejtawa
Gejtawa – lina olinowania ruchomego używana podczas pierwszej fazy sprzątania żagla rejowego. Gejtawy występują w jednej parze na każdy żagiel i są obsługiwane z pokładu żaglowca. Każda z gejtaw biegnie z pokładu przez blok umieszczony na rei w okolicy masztu, lub w pewnej odległości od niego, po czym schodzi skośnie w dół do rogu szotowego. Służy do podciągnięcia tego rogu do rei, co powoduje złożenie żagla w "kopertę". Ponieważ żagle rejowe są najtrudniejszymi do sprzątania (jako jedyne podnosi się je wtedy do góry, a nie opuszcza), oraz są jednymi z największych na jednostce, gejtawy są często wyposażone w talie na wysokości rei (lina biegnie wtedy z talii do rogu żagla i z powrotem). Po wybraniu gejtaw wybiera się gordingi.